# 完顏永德
完顏永德（?—?），原名完顏允德，女真名完顏讹出，为金朝皇子，金世宗完顏雍的第八子。生母李元妃，同母兄郑剌王完颜永蹈、卫绍王完颜永济。
大定二十五年（1185年），与侄子完颜璟和诸兄加开府仪同三司。二十七年（1187年），封薛王。次年，除秘书监。二十九年（1189年），金章宗即位，进八叔判秘书监，进封沈王。明昌元年（1190年），授山东东路把鲁古必剌猛安。二年（1191年），进封豳王。五年（1194年），转任劝农使。承安二年（1197年），进封潞王。承安三年（1198年），再任劝农使。泰和元年（1201年），有关部门弹劾完颜永德元日进酒后期，有诏书说不用睬问。卫绍王即位，迁同母弟太子太师。金宣宗即位，改任同判大睦亲府事。兴定五年（1221年），转任判大睦亲府事。子完颜斡论，赐名完颜琰。
　　

## 传記資料
- 《金史》